# Sexy shop (film)
Ne doit pas être confondu avec Sex-shop (film).
Pour plus de détails, voir Fiche technique et Distribution.
Sexy shop est une comédie italienne de Vincenzo Marega sortie en 2014. 
Dans le film, plusieurs protagonistes de la scène musicale italienne des années 1980 apparaissent comme acteurs et clients.
L'auteur du roman, Vincenzo Marega, en plus que participer comme acteur, a également produit le film en remportant le prix Enzo Biagi dans la Categoria esordienti alla qualità di produzione cinema fiction (catégorie débutants pour la qualité de la production de fiction cinématographique) au seizième Festival de télévision italien.

## Synopsis
Tiré du roman éponyme de Vincenzo Marega, l'histoire est celle de Luca, vendeur quinquagénaire dans un sex shop, aux prises avec ses propres insatisfactions de musicien. Le film décrit ses aventures et celles de ses deux anciens camarades, pendant une journée. Le sex-shop est l'emblème des nombreuses personnalités des protagonistes, de leurs désirs cachés et indicibles, pas seulement forcément de nature sexuelle.

## Fiche technique
- Titre original : Sexy shop
- Réalisation : Maria Erica Pacileo, Fernando Maraghini
- Scénario : Giulia Accardi, Maria Erica Pacileo
- Photographie : Giovanni Ziberna
- Montage : Fernando Maraghini
- Musique : Claudio Collino
- Costumes : Antonella Mauro
- Production : Vincenzo Marega
- Pays d'origine :  Italie
- Langue : italien
- Durée : 94 minutes
- Dates de sortie : 
  -  Italie : 8 mai 2014

## Distribution
- Andrea Chimenti (it) : Luca Gobbi
- Vincenzo Marega : Giorgio
- Uberto Kovacevich : Uberto Stacci
- Giulia Mercati : Betta
- Michele D’Urso : le réparateur de voitures
- Antonio Barillari : le maréchal Antonio Petruzzi
- Alessandro Nicoletti : le brigadier de la garde des finances
- Michela Cembran : la porno star Lilì Roden
- Cindy Cattaruzza : Anna
- Ramiro Besa : le policier municipal / femme dans la même scène
- Andrea Appi : le policier municipal / femme dans la même scène
- Davide Sorgo : un client
- Michela Bottegaro : l'infirmière
- Mirco Sassoli : un client
- Antonio Aiazzi (it) : le joueur d'orgue de Barbarie
- Johnson Righeira : le client maniaque
- Garbo (it) : un client
- Claudio Collino : un client
- Ivan Cattaneo : le nomade
- Sir Oliver Skardy (it) : le trafiquant
- Nevruz : le trafiquant
- Gazebo : le docteur
- Alberto Styloo : l'infirmière
- Maurizio Arcieri (it) : le monsieur
- Cristina Moser (it) : Madame Santangelo
- Fabio Frittelli (it) : l'agent de la porno star
- Gian Maria Accusani : le garçon
- Tre Allegri Ragazzi Morti : les voleurs
- Elisabetta Viviani : la manager d'Onirica
- Veit Heinichen : l'écrivain
- Luca Riccobon : Trans
- Marisa Fumis : Infirmière